# Red Velvet – Irene & Seulgi
Red Velvet – Irene & Seulgi (tiếng Hàn: 레드벨벳-아이린&슬기) là nhóm nhỏ đầu tiên của nhóm nhạc nữ Hàn Quốc Red Velvet, được thành lập bởi SM Entertainment vào năm 2020. Nhóm bao gồm hai thành viên Irene và Seulgi. Nhóm chính thức ra mắt vào ngày 6 tháng 7 năm 2020 với mini album Monster.

## Lịch sử
Vào ngày 21 tháng 4 năm 2020, SM Entertainment đưa ra thông báo rằng Red Velvet sẽ có một nhóm nhỏ đầu tiên với hai thành viên là Irene và Seulgi. Cùng ngày hôm đó có thông báo rằng Red Velvet – Irene & Seulgi sẽ chính thức ra mắt vào tháng 6. Nhưng ngày ra mắt chính thức và mini album của nhóm lại bị lùi xuống tháng 7 với lý do cần chỉnh sửa thêm.
Vào ngày 6 tháng 7 năm 2020, nhóm chính thức phát hành mini - album đầu tay với tên gọi là Monster gồm có 6 bài hát. Ngày 20 tháng 7, nhóm tiếp tục cho hát hành đĩa đơn thứ hai "Naughty".

## Danh sách đĩa nhạc

### Mini-album
| Tên     | Thông tin chi tiết                                                                      | Thứ hạng cao nhất | Thứ hạng cao nhất | Thứ hạng cao nhất | Thứ hạng cao nhất | Thứ hạng cao nhất | Doanh số                    |
| Tên     | Thông tin chi tiết                                                                      | HQ                | Bỉ                | Anh Dig.          | Mỹ Heat           | Mỹ World          | Doanh số                    |
| ------- | --------------------------------------------------------------------------------------- | ----------------- | ----------------- | ----------------- | ----------------- | ----------------- | --------------------------- |
| Monster | - Phát hành: 6 tháng 7 năm 2020 - Hãng đĩa: SM, Dreamus - Định dạng: CD, tải về, stream | 2                 | 188               | 14                | 12                | 5                 | - HQ: 232.498 - TQ: 102.404 |

### Đĩa đơn
| Tên                                                                                         | Năm  | Thứ hạng cao nhất | Thứ hạng cao nhất | Thứ hạng cao nhất | Album   |
| Tên                                                                                         | Năm  | HQ                | HQ                | Mỹ World          | Album   |
| Tên                                                                                         | Năm  | Gaon              | Hot 100           | Mỹ World          | Album   |
| ------------------------------------------------------------------------------------------- | ---- | ----------------- | ----------------- | ----------------- | ------- |
| "Monster"                                                                                   | 2020 | 8                 | 3                 | 7                 | Monster |
| "Naughty"                                                                                   | 2020 | —                 | 99                | 6                 | Monster |
| "—" cho biết bài hát không lọt vào bảng xếp hạng hoặc không được phát hành tại khu vực này. |      |                   |                   |                   |         |

### Bài hát lọt vào bảng xếp hạng khác
| Tên                                                                                         | Năm  | Thứ hạng cao nhất | Thứ hạng cao nhất | Album   |
| Tên                                                                                         | Năm  | HQ                | HQ                | Album   |
| Tên                                                                                         | Năm  | Gaon              | Hot 100           | Album   |
| ------------------------------------------------------------------------------------------- | ---- | ----------------- | ----------------- | ------- |
| "Diamond"                                                                                   | 2020 | —                 | 83                | Monster |
| "Feel Good"                                                                                 | 2020 | —                 | 86                | Monster |
| "Jelly"                                                                                     | 2020 | —                 | 94                | Monster |
| "Uncover"                                                                                   | 2020 | —                 | 100               | Monster |
| "—" cho biết bài hát không lọt vào bảng xếp hạng hoặc không được phát hành tại khu vực này. |      |                   |                   |         |

## Danh sách phim

### Chương trình truyền hình
| Năm  | Tên                         | Kênh                  | Ghi chú  | Chú thích |
| ---- | --------------------------- | --------------------- | -------- | --------- |
| 2020 | Level Up Thrilling Project! | Oksusu, KBS Joy, XtvN | Spin-off | [ 11 ]    |

### Video âm nhạc
| Tên       | Năm  | Đạo diễn                  | Chú thích |
| --------- | ---- | ------------------------- | --------- |
| "Monster" | 2020 | Kim Ja-kyeong             | [ 12 ]    |
| "Naughty" | 2020 | Shim Jae-young (METAOLOZ) | [ 13 ]    |
| "Irene"   | 2020 | Shim Jae-young (METAOLOZ) | [ 14 ]    |
| "Uncover" | 2020 | Shim Jae-young (METAOLOZ) | [ 15 ]    |